# Schistostege rumelica
Schistostege rumelica är en fjärilsart som beskrevs av Hans Rebel och Hans Zerny 1931. Schistostege rumelica ingår i släktet Schistostege och familjen mätare. Inga underarter finns listade.